# نابران
نابران (به ترکی آذربایجانی: Nabran) یک روستا در جمهوری آذربایجان است که در شهرستان خاچماز واقع شده‌است. نابران ۱٬۳۱۳ نفر جمعیت دارد.

## نگارخانه

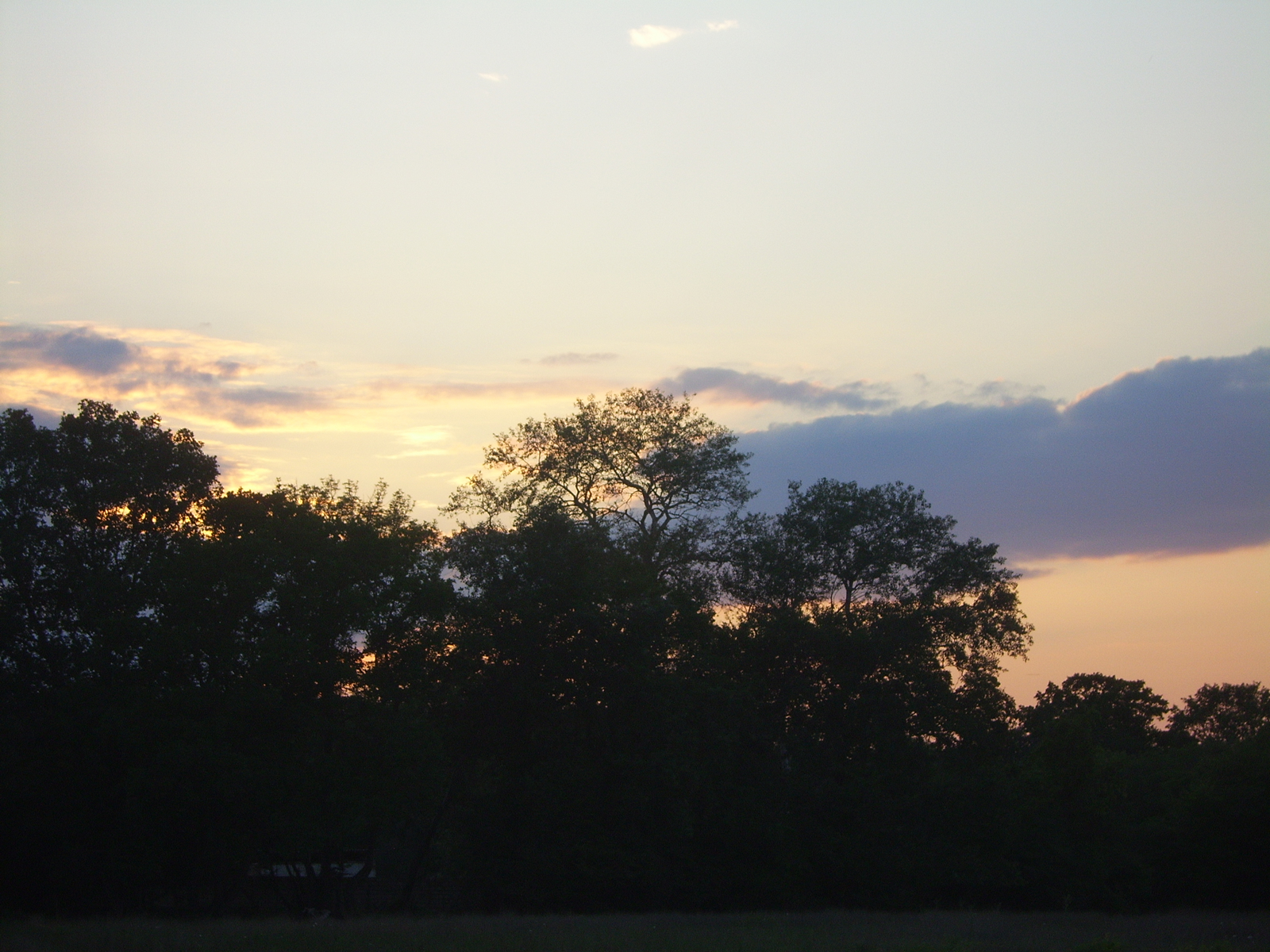
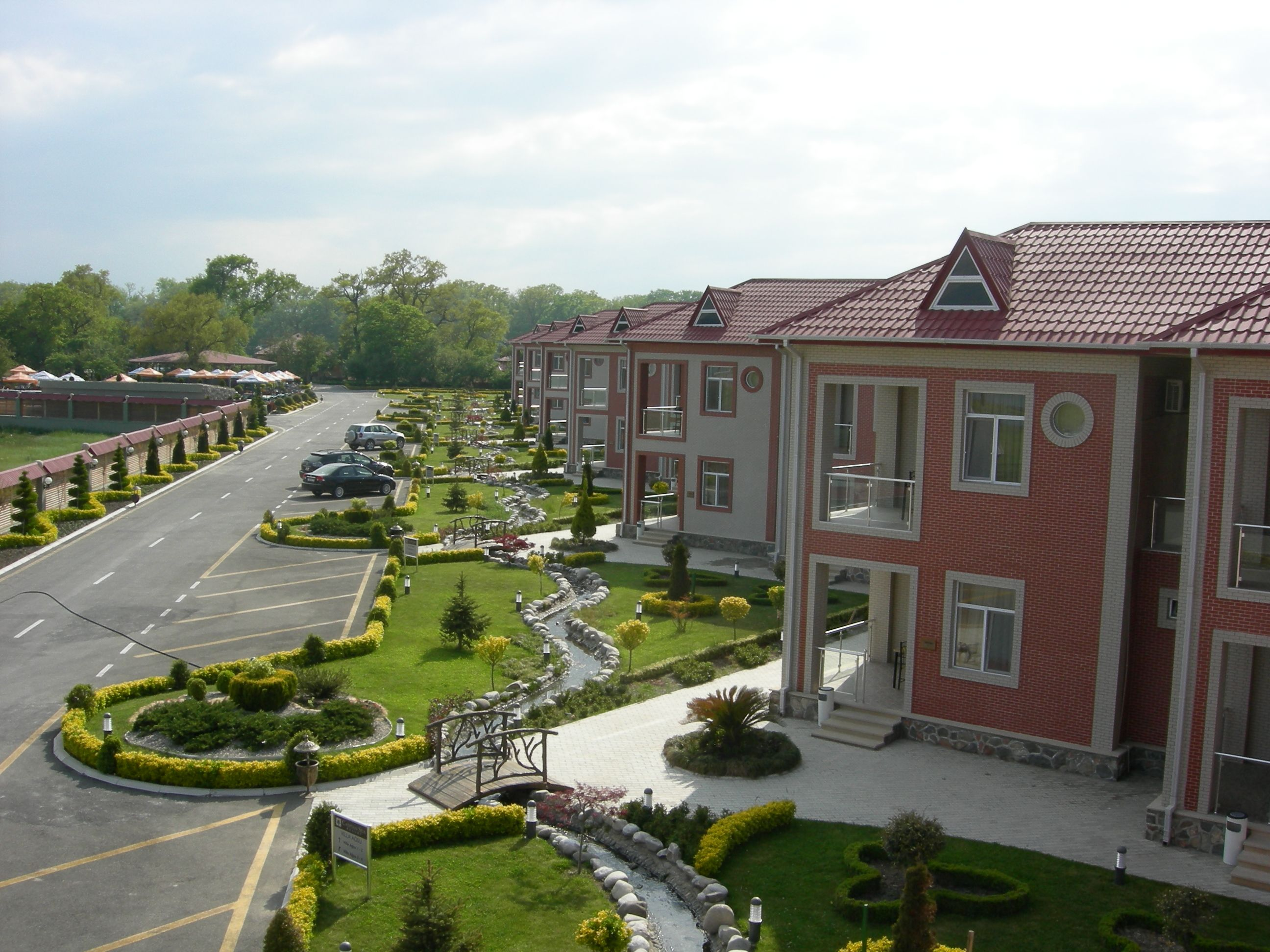
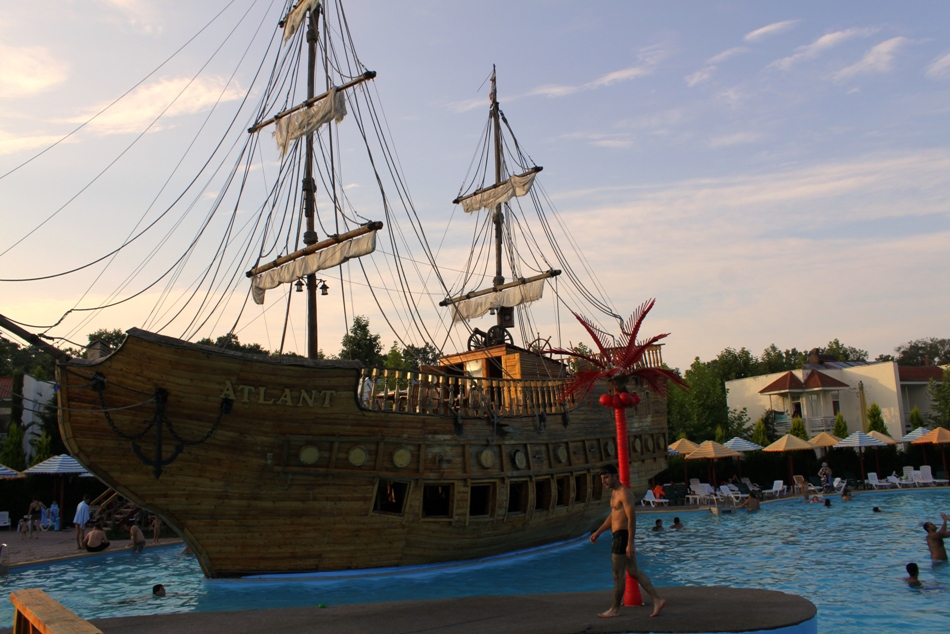